# Princivalle Fieschi
Princivalle Fieschi (Tortona, ... – Tortona, 1348) è stato un vescovo cattolico italiano.
Princivalle Fieschi era membro del ramo tortonese della nobile famiglia genovese dei Fieschi. Avviato in giovane età alla carriera ecclesiastica, divenne presto canonico di Tulle. 
Successivamente venne nominato vescovo di Brescia e governò la diocesi per otto anni fino al 1325, quando, per ordine di papa Giovanni XXII, venne trasferito alla diocesi di Tortona, dove morì nel 1348.

## Stemma
- Bardato d'azzurro e d'argento di sette pezzi[1]